# Ernesta Legnani
Pour les articles homonymes, voir Bisi.
Ernesta Legnani  ou encore Ernesta Legnani - Bisi (Milan ou Lausanne, 18 juin 1788 - Milan, 13 novembre 1859) est une graveuse et peintre italienne, active au XIXe siècle.

## Biographie

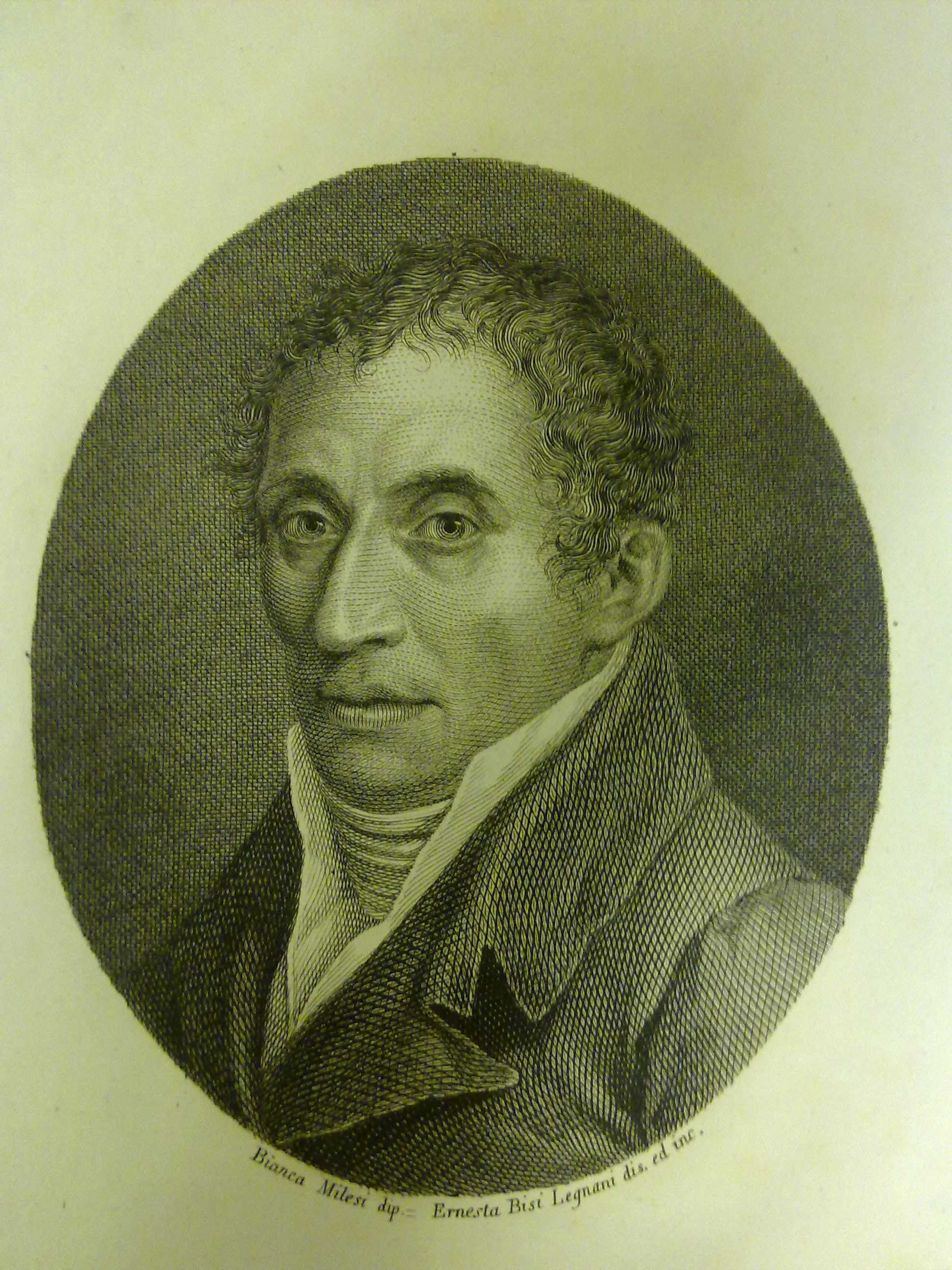
Portrait gravé de Giovanni Battista Monteggia.

Ernesta Legnani est née à Milan ou à Losanne. En 1788 fréquente la Scuola d’incisione dell’Accademia di Brera où elle étudie la gravure auprès de Giuseppe Longhi. En 1810 elle remporte le « Prix de Dessin » de l'Accademia.
En 1811 elle épouse Giuseppe Bisi, peintre et professeur de l'Accademia, avec lequel elle aura cinq enfants.
Partisane de l'indépendance italienne, elle est amie de femmes de la « Carboneria » (les Giardiniere), et de la peintre Bianca Milesi-Mojon
Son activité artistique est surtout dédiée au portrait. Dans la gravure sur bronze elle a reproduit cinq œuvres de Francia, de Marco d'Oggiono, de Cavedoni, de Palma le jeune et de Paris Bordone pour la Pinacothèque du palais royal de Milan, ainsi que les portraits de Maria Gaetana Agnesi, Vittoria Colonna et Giovanni Battista Monteggia pour le Vite e ritratti di illustri italiani.
Elle réalisa aussi de portraits à l'aquarelle.
Deux de ses filles Antonietta (1813-1866) et Fulvia (1818-1911) étaient aussi de peintres.